# Fégréac
Fégréac is een gemeente in het Franse departement Loire-Atlantique (regio Pays de la Loire). De plaats maakt deel uit van het arrondissement Châteaubriant. Fégréac telde op 1 januari 2022 2.257 inwoners.

## Geografie
De oppervlakte van Fégréac bedroeg op 1 januari 2022 44,18 vierkante kilometer; de bevolkingsdichtheid was toen 51,1 inwoners per km².

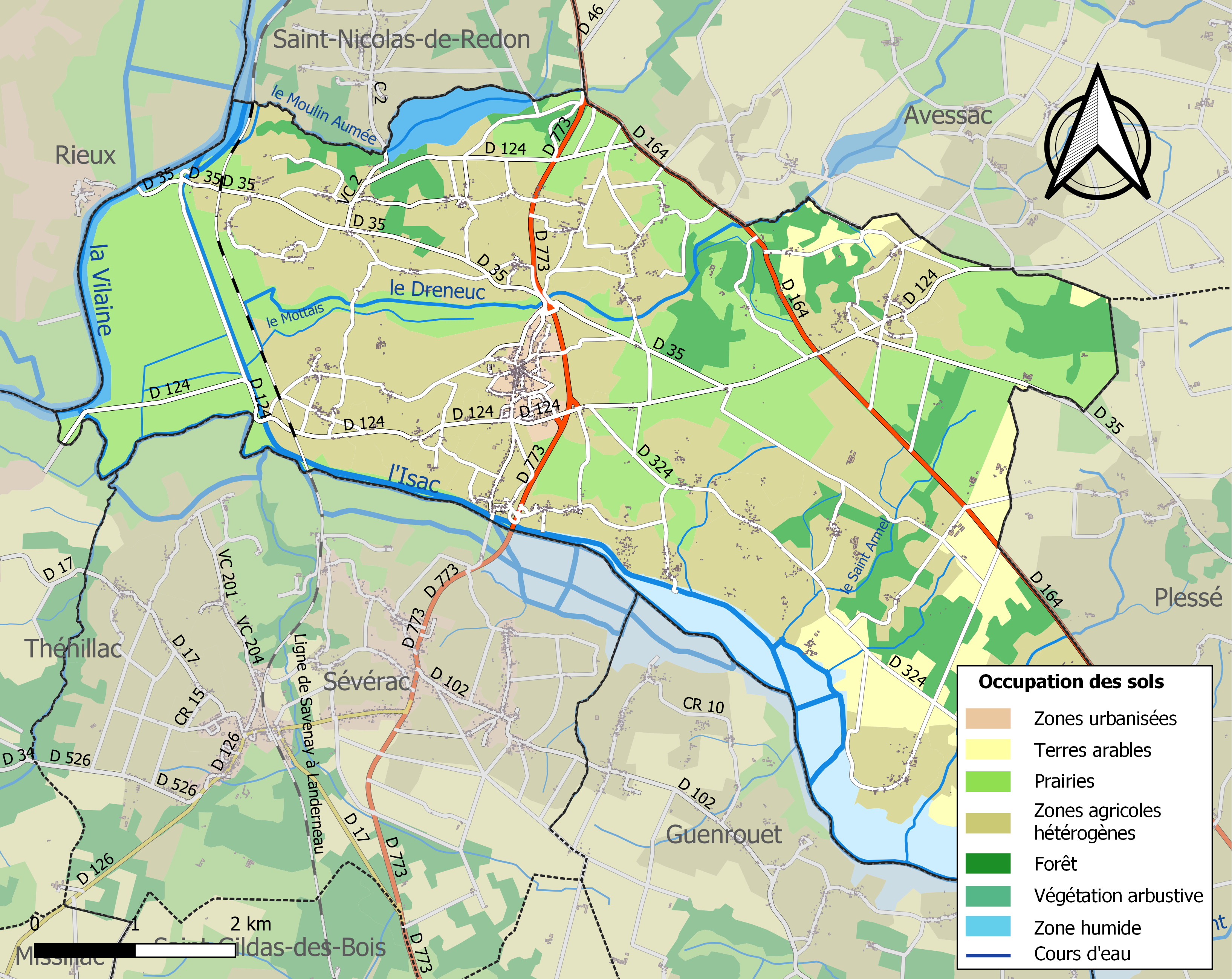
Kaart van de gemeente met de belangrijkste infrastructuur, bodemgebruik en omliggende gemeenten

## Demografie
Onderstaande figuur toont het verloop van het inwonertal (bron: INSEE-tellingen).